# Robert Kaplan (journalist)

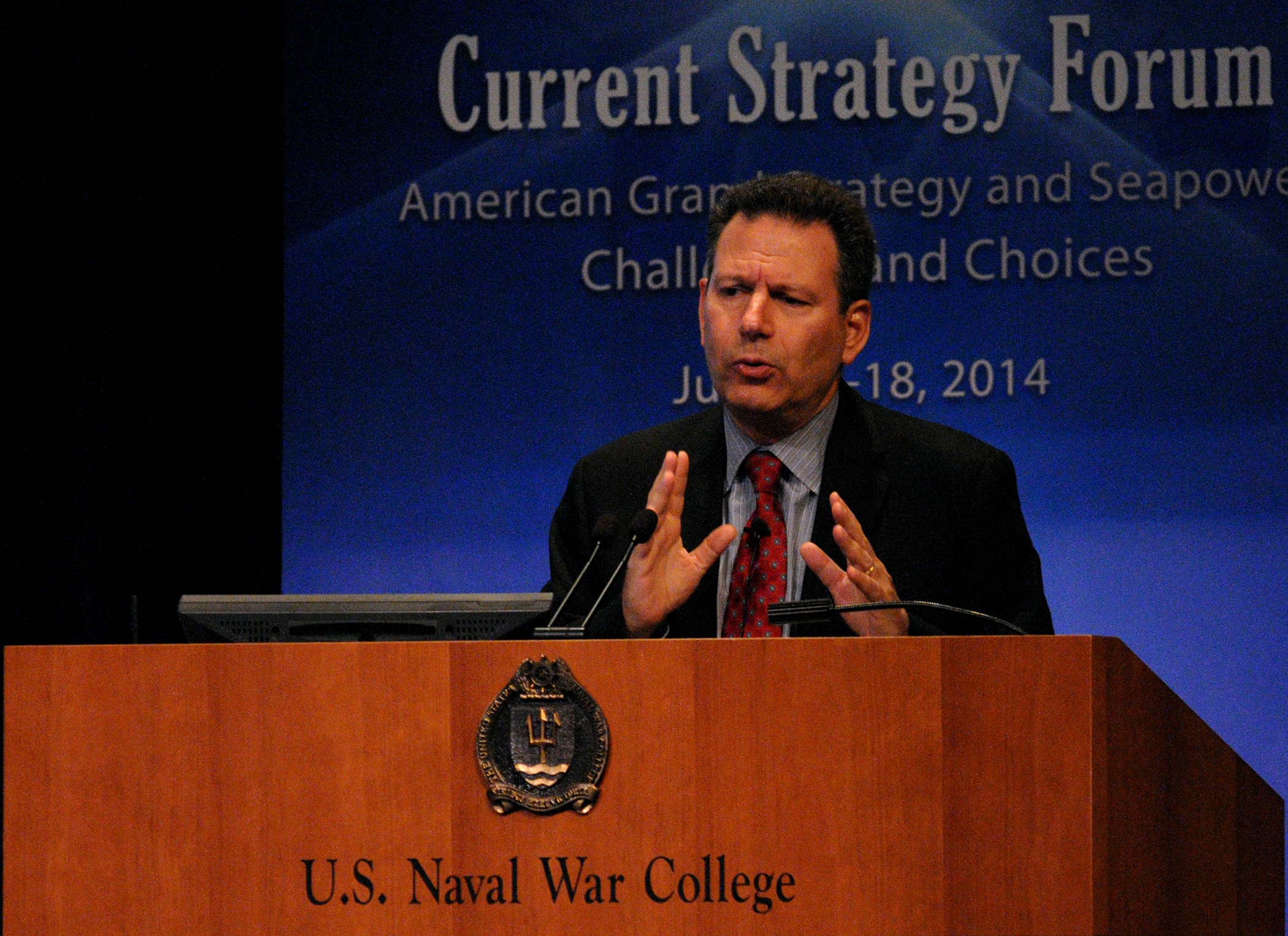
Robert Kaplan

Robert David Kaplan (New York, 23 juni 1952) is een Amerikaans journalist, politiek schrijver en adviseur. 

## Biografie
Robert Kaplan studeerde in 1973 af als master Engels aan de Universiteit van Connecticut. Hij was vervolgens enige jaren oorlogscorrespondent in Irak en Afghanistan. Hij schreef onder andere voor The Atlantic, The Washington Post, The New York Times, The New Republic, The National Interest, Foreign Affairs en The Wall Street Journal. Hij is ook actief als adviseur voor de Amerikaanse strijdkrachten (sinds 2009) en Amerikaanse presidenten.
Hij was lid van het Center for a New American Security in Washington tussen 2008 en 2012 en vanaf 2015. 
In 2011 en 2012 noemde het tijdschrift Foreign Policy Kaplan een van 's werelds "top 100 wereldwijde denkers". 
In 2020 werd hij benoemd op de Robert Strausz-Hupé-leerstoel Geopolitiek aan het Foreign Policy Research Institute in Philadelphia.

## Publicaties (selectie)
Kaplan schreef meerdere publicaties in kranten en ook een 25-tal boeken. 
- Soldiers of God: With Islamic Warriors in Afghanistan and Pakistan (1990), boek
- The Arabists, the Romance of an American Elite (1993) boek, ISBN 002916785X
- Balkan Ghosts, A Journey Through History (1993), boek, ISBN 0679749810
- The Coming Anarchy (1994), artikel in The Atlantic Monthly
- The Ends of the Earth, a Journey to the Frontiers of Anarchy (1996),boek, ISBN 0679751238
- An Empire Wilderness: Travels into America's Future (1999), boek, ISBN 0679451900
- Mediterranean Winter (2004), vertaald als: Winter aan de Middellandse Zee, boek, ISBN 9027490562
- Imperial Grunts: On the Ground with the American Military, From Mongolia to the Philippines to Iraq and Beyond (2005), boek
- The Revenge of Geography: What the Map Tells Us About Coming Conflicts and the Battle Against Fate (2012), boek, ISBN 9781400069835
- In Europe's Shadow: Two Cold Wars and a Thirty-Year Journey Through Romania and Beyond (2016), boek
- Trump's Budget Is American Caesarism (2017), boek
- Earning the Rockies (2017), vertaald als: De verovering van de Rockies, Hoe haar geografie de rol van de Verenigde Staten bepaalt, boek, ISBN 9789000303380
- The Return of Marco Polo's World: War, Strategy and American Interests in the Twenty-First Century (2018), boek
- The Good American (2021)
- The Tragic Mind (2023), vertaald als: De geopolitieke tragedie, boek
- The Loom of Time: Between Empire and Anarchy, from the Mediterranean to China (2023)